# Liste litauischer Dirigenten
Die Liste litauischer Dirigenten umfasst bekannte Dirigenten, die in Litauen leben oder aus Litauen stammen. 

## A
- Jonas Aleksa (1939–2005), Chordirigent des Knabenchors „Ąžuoliukas“ in Vilnius

## D
- Juozas Domarkas (* 1936), Chefdirigent und Kunstleiter des Litauischen Nationalsymphonieorchesters in Vilnius
- Balys Dvarionas (1904–1972), Chefdirigent und Gründer des Litauischen Nationalsymphonieorchesters in Vilnius

## G
- Gediminas Gelgotas (* 1986), Gründer und Leiter des „New Ideas Chamber Orchestra“ (NI&Co)
- David Geringas (* 1946), in Deutschland lebender litauischer Cellist und Dirigent, Chief Guest Conductor des Kyushu Symphony Orchestra Japan
- Mirga Gražinytė-Tyla (* 1986), Music Director  beim City of Birmingham Symphony Orchestra und assoziierte Dirigentin (2016/17) bei Los Angeles Philharmonic
- Juozas Gruodis (1884–1948), Chordirigent

## K
- Vidmantas Kapučinskas (* 1951), Chefdirigent des Kammerorchesters Panevėžys und  des Musiktheaters Panevėžys
- Mykolas Karka (1892–1984), Chordirigent und  Gründer des Musiktheaters Panevėžys
- Vilmantas Kaliunas (* 1973), Dirigent des Kaunas City Symphony Orchestra, aus Vilnius stammend, in Deutschland lebender Dirigent

## M
- Vytautas Miškinis (* 1954), Chordirigent, Leiter des Knabenchors „Ąžuoliukas“ in Vilnius

## P
- Arūnas Pečiulis (*  1966), Chordirigent, künstlerischer Leiter der Salzburger Liedertafel
- Modestas Pitrėnas (* 1974),  Chefdirigent der Nationaloper Riga und Dirigent des Litauischen Nationalsymphonieorchesters in Vilnius
- Hermanas Perelšteinas (1923–1998),  Chordirigent, Gründer und Kunstleiter des Knabenchors „Ąžuoliukas“ in Vilnius

## R
- Gintaras Rinkevičius (* 1960),  Gründer, Chefdirigent und Künstlerischer Leiter des Litauischen Staatlichen Symphonieorchesters in Vilnius

## S
- Giedrė Šlekytė (* 1989), Konzert- und Operndirigentin vorwiegend in Österreich, Deutschland und der Schweiz
- Saulius Sondeckis (1928–2016), Dirigent, Gründer und Leiter des Litauischen Kammerorchester in Vilnius

## Š
- Robertas Šervenikas (* 1966), Dirigent  des Litauischen Kammerorchesters, des Kammerorchesters Šiauliai und Kammerorchesters Klaipėda